# وروا ساوویا
وروا ساوویا (به ایتالیایی: Verrua Savoia) یک کومونه در ایتالیا است که در استان تورین واقع شده‌است.

## خصوصیات
وروا ساوویا ۳۱٫۹ کیلومترمربع مساحت و ۱٬۴۶۳ نفر جمعیت دارد.